# Szczecin Skolwin
Szczecin Skolwin egy lengyelországi vasútállomás Szczecin városban, melyet a PKP Polskie Linie Kolejowe üzemeltet.

## Szomszédos állomások
A vasútállomáshoz az alábbi állomások vannak a legközelebb:
- Szczecin Stołczyn
- Szczecin Mścięcino

## Vasútvonalak
Az állomást az alábbi vasútvonalak érintik:
- Szczeczin–Trzebież Szczeciński-vasútvonal